# Arthur Jensen
Arthur Jensen (ur. 9 listopada 1897 w Kopenhadze, zm. 28 listopada 1981 w Gentofte) – duński aktor teatralny, telewizyjny i filmowy.  Wystąpił w serii o gangu Olsena.

## Życiorys
Urodził się w Kopenhadze, jako syn Emmy Anthoniy Petersen (1872-1919) i Johana Petera Jensena (1852-1933), gospodarza w Havnegade. 
Początkowo kształcił się jako krawiec, a następnie pracował w pracowni Królewskiego Teatru (Det Kongelige Teater), gdzie w latach 1920-1923 grał mniejsze role. Wkrótce zdał egzaminy wstępne i rozpoczął studia w Det Kongelige Teaters Elevskole. Po trzech latach nauki, w 1923 zadebiutował na scenie Det Kongelige Teater w Den ny barnelstue. Później związał się z Det ny Teater, gdzie odniósł wielki sukces w spektaklu Intet nyt fra Vestfronten. Później otrzymywał role w różnych teatrach i na trasach w prowincji, np. grał męża w przedstawieniu Urodziny Stanleya autorstwa noblisty Harolda Pintera w Fiolteatret, kapitana w sztuce Natherberget i jednookiego zabójcę w Zabójcy bez zapłaty Eugene’a Ionesco. 
Po raz pierwszy zagrał na ekranie w filmie niemym Pas på pigerne (1930).

## Wybrana filmografia
- Gang Olsena (1968) jako pracownik przy załadunku wagonu
- Wielki skok gangu Olsena (1972) jako król
- Gang Olsena w amoku (1973) jako czuwający
- Gang Olsena znowu w akcji (1977) jako ochroniarz na parkingu
- Gang Olsena nigdy się nie poddaje (1979) jako strażnik na parkingu